# Hassel (Američki Djevičanski otoci)
Otok Hassel (također ponekad i otok Hassell) mali je otok Američkih Djevičanskih Otoka, teritorija Sjedinjenih Država koji se nalazi u Karipskom moru. Otok Hassel nalazi se u luci Charlotte Amalie južno od Saint Thomasa i istočno od Water Islanda, s kojim je dio podokruga Water Islanda.
Otok površine oko 0,55 km2 nekoć je bio poluotok otoka Svetog Tome, poznat kao Orkanhullet (Uraganska rupa). Otok Hassel odvojila je danska vlada 1860. godine, a ime je dobio po obitelji Hassel koja je posjedovala velik dio imanja.
U ožujku 2012. MTV-jeva reality TV serija The Real World snimala se u svojoj dvadeset i sedmoj sezoni na otoku Hassel. To je jedina sezona koju je televizijska serija snimala na Karibima. Sezona je završila snimanje dva mjeseca kasnije, u svibnju 2012. 2015. godine to je zemljište kupljeno da bi se koristilo kao parcela za kuću. Na otoku je izgrađeno tek nekoliko kuća.

## Povijest
Careening Cove, zaljev na otoku Hassel, pojavljuje se na kartama već 1687.
Danci su koristili strateški položaj otoka Hassel za obranu prometne luke Charlotte Amalie u 18. i 19. stoljeću.
Britanci su okupirali otok Hassel tijekom Napoleonovih ratova. Na otoku je ne nekoliko ruševina britanskih zgrada, uključujući utvrdu Fort Willoughby, koja je izgrađena na mjestu starije Baterije princa Frederika (Fort Frederik), Fort Shipley (Shipley's Battery), i Cowell Battery. Sve tri su izgrađene oko 1802.
U 1840-ima, tvrtka St. Thomas Marine Railway Company izgradila je željeznicu St. Thomas Marine Railway Slip. Kasnije preimenovana u Pomorska željeznica Creque (eng. Creque Marine Railway), jedna je od najranijih pomorskih željeznica na parni pogon na zapadnoj polutci i možda najstariji sačuvani primjer takve željeznice. Tvrtka Boulton sa sjedištem u Hamburgu izgradila je željeznički parni stroj.
Danska je vlada 1870-ih iskopala kanal koji je odvojio otok Hassel od Saint Thomasa i poboljšala cirkulaciju luke Charlotte Amalie.
Tvrtka Royal Mail Steam Packet vodila je svoje središte u Zapadnoj Indiji na otoku Hassel od otprilike 1850. do 1870-ih.
Godine 1871. tvrtka Hamburg America Line postavila je stanicu za ugljen na otoku Hassel.
Na otoku je postojao i leprozorij.
Kanal je proširio Inženjerski korpus vojske Sjedinjenih Država 1919., nedugo nakon što su Sjedinjene Države kupile dansku Zapadnu Indiju. Mornarica SAD-a također je uspostavila pomorsku stanicu na otoku, koja je bila u funkciji tijekom Prvog i Drugog svjetskog rata.
Sredinom 20. stoljeća veći dio otoka Hassel bio je u vlasništvu ugledne lokalne obitelji Paiewonsky. Royal Mail Inn, mali hotel smješten na otoku Hassel, koji je izgradila obitelj Paiewonsky, možda je bio hotel ovjekovječen u romanu Hermana Wouka Ne zaustavljajte karneval.
Pomorska željeznica Creque i signalna postaja u Cowell's Batteryju radile su do 1960-ih, odnosno 1970-ih.
Južni dio otoka upisan je kao povijesna četvrt u Nacionalni registar povijesnih mjesta 1976. Godine 1978., povijesna četvrt je proširena kako bi pokrila i ostatak otoka.
Godine 1978. Nacionalni park Djevičanski otoci kupio je većinu otoka od obitelji Paiewonsky. Ostatak otoka podijeljen je između teritorijalne vlade i nekoliko privatnih rezidencija.
Otprilike od 2004. Zaklada za očuvanje otoka Saint Thomas i Hassel, Nacionalni park Djevičanskih otoka, Povijesna zaklada Saint Thomas i druge organizacije rade na obnovi i očuvanju povijesnih mjesta otoka. Postoji ograničen broj vođenih kajakaških i pješačkih tura po otoku.
Otok Hassel također je mjesto snimanja The Real World: St. Thomas, dvadeset i sedme sezone reality showa The Real World.

## Vanjske poveznice
|  | Zajednički poslužitelj ima još gradiva o temi Hassel (Američki Djevičanski otoci) |

- Virgin Islands National Park: Hassel Island
- Hasselisland.org — Hassel Island history and preservation organization
- Seestjohn.com: Hassel Island
- Stjohnhistoricalsociety.org: St. John Historical Society: Hassel Island chronology
- Northamericanforts.com
- St. Thomas Source.com: "Hassel Island's makeover uncovers historical riches"